# Хвощови
Хвощовите (Equisetaceae) са семейство папратовидни от разред Хвощоцветни (Equisetales).
Таксонът е описан за пръв път от Огюстен Пирам дьо Кандол през 1804 година.

## Родове
- Allostelites
- Equisetum – Хвощ
- Hippochaete